# Бюффе, Мари-Жорж
Мари́-Жорж Бюффе́ (фамилия при рождении — Козеллек) (фр. Marie-George Buffet (Kosellek); род. 7 мая 1949, Со, Иль-де-Франс) — французский государственный и политический деятель. Член с 1969 года и лидер (национальный секретарь) Французской компартии (2001-2010). Депутат Нацсобрания Франции с 2002 года. Министр по делам молодежи и спорта Франции (1997-2002). Участник президентских выборов 2007 года, на которых в первом туре она получила 707,2 тыс. голосов и тем самым заняла 7 место.

## Биография
Родилась 7 мая 1949 в коммуне Со (регион Иль-де-Франс).
После изучения истории и географии, работала в городе Ле-Плесси-Робинсон. В 1969 году вступила в Французскую компартию. С 1984 года является членом ЦК ФКП, с 1994 года член Политбюро, а в 1997 года вступила в Национальный секретариат партии.
В период с 1997 по 2002 занимала пост министра по делам молодежи и спорта Франции в правительстве социалиста Лионеля Жоспена. На этом посту отвечала за борьбу с допингом и создала новый консультативный орган — Национальный совет по делам молодёжи.
В 2001 году заняла должность национального секретаря ФКП, но фактически партию возглавил тандем (Бюффе-Робер Ю). После неудачи Робера Ю на президентских выборах 2002 года, Бюффе стала единоличным председателем партии. В 2002 году избрана депутатом Нацсобрания от департамента Сен-Сен-Дени. В 2004 году возглавила список Компартии на региональных выборах в родном Иль-де-Франсе. В 2005 году вместе с партией выступала против принятия конституции ЕС.
Как лидер партии выступала в защиту интересов трудящихся, за предоставление бесплатного жилья для рабочего класса за счёт увеличения цен на промышленные товары. Защищает феминизм.
В 2006 году в рамках президентских выборов 2007 года приняла участие в митинге «антилиберального крыла» в целях примирения Компартии и других леворадикальных движений и выдвижения единого кандидата на пост президента,. Однако ФКП не соглашалась ни какую другую кандидатуру, кроме самой Бюффе. Несмотря на поддержку Бюффе большинством участников митинга, другие партии и организации отказались признать её единоличным кандидатом левого крыла. В результате, ей пришлось конкурировать с представляющим крупнейшую троцкистскую тенденцию в коммунистическом движении (Революционную коммунистическую лигу, секцию Четвёртого интернационала) Оливье Бензансо, который добился существенно большего успеха (1,5 млн голосов), нежели Бюффе (707,2 тыс. голосов). Кроме того, её конкурентами были другие представители леворадикального движения — Жозе Бове и Арлетт Лагийе, но они показали худший результат.
В 2007 году в связи с выборами, оставила пост председателя. В партии образовался директорат в составе: Бриджи Дионне, Жан-Франсуа Гау, Жоель Гредер, Мишель Лоран, Жан-Луи Лемоин. Однако в 2009 году Бюффе опять стала единоличным лидером.
В 2009 году осудила выступление папы Бенедикта XVI относительно презервативов и роли последних в борьбе со СПИДом, вызвавшие большой резонанс во Франции.
На XXXV Съезде партии (18-20 июня 2010 года) оставила пост Национального секретаря в пользу Пьера Лорана